# Дом со львами на Пушкинской, 11
Дом со львами — доходный дом, расположенный на Пушкинской улице, 11 в Киеве. Построен в 1898—1899 годах по проекту архитектора А. С. Кривошеева. Выразительный образец пышного убранства фасада киевских доходных домов.

## История

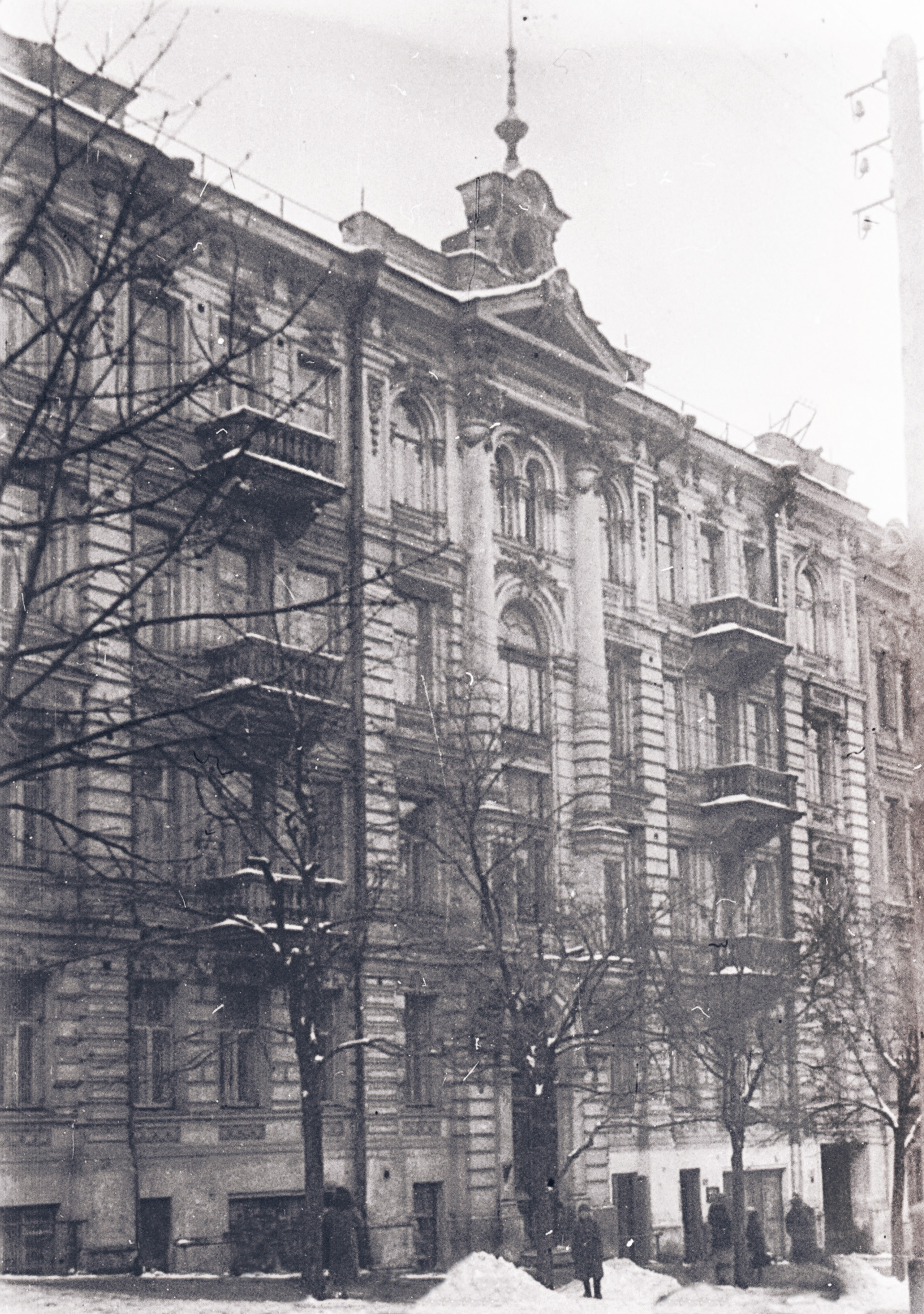
Дом на фото ок. 1934 года

По состоянию на 1882 год владельцем участка был Михаил Мищенко. В последующие годы её разделили на два участка. До 1889 года участок № 11 перешёл в собственность О. М. Крыжановской. Впоследствии участок приобрел купец первой гильдии Хаим Файбишенко. Автором проекта дома, предположительно, является архитектор А. С. Кривошеев. Строительство завершили в 1899 году новые собственники Модзалевские Семен, Казимир и Михаил. В 1914 году дом приобрел Ф. С. Янишевский.
В 1902—1905 годах в доме жил архитектор архитектор А. С. Кривошеев; в 1904—1907 — ученый-механик и педагог Д. П. Рузский.
В 1922 году дом национализировали большевики.

## Архитектура
Четырёхэтажное, односекционное, прямоугольное в плане, кирпичное, окрашенное сооружение имеет цокольном полуэтаж, плоские перекрытия и жестяную вальмовую крышу. На каждом этаже по две шестикомнатные квартиры. В цокольном полуэтаже была квартира и две лавки.
Лицевой фасад имеет симметричную композицию с проездом во двор на правом фланге. Решен в стиле историзма с неоренессансно-барочными элементами. Фасад рустованный.
Центральная ось на уровне третьего и четвёртого этажей акцентирована портиком из двух трехчетверных коринфских колонн. В тимпане треугольного фронтона размещен картуш с маскароном.
За основным фронтоном расположен барочный криволинейный фронтон со сквозной прорезью в форме «бычьего глаза».
Колонны стоят на навесных постаментах. Кронштейны под ними украшены львиными маскаронами.
Входной портал украшен полуциркульной аркой. Над ним — картуш с дворянским гербом, изображение на котором не сохранилось. Плоскость стены украшена лепниной в виде гирлянд, орнаментов, маскаронов.
Фланги увенчаны прямыми аттиками.
Парадная лестница — гранитная с металлическим ограждением. Окна прямоугольные и арочные.
Тыльный фасад декорирован с помощью кирпичной кладки.

## Галерея

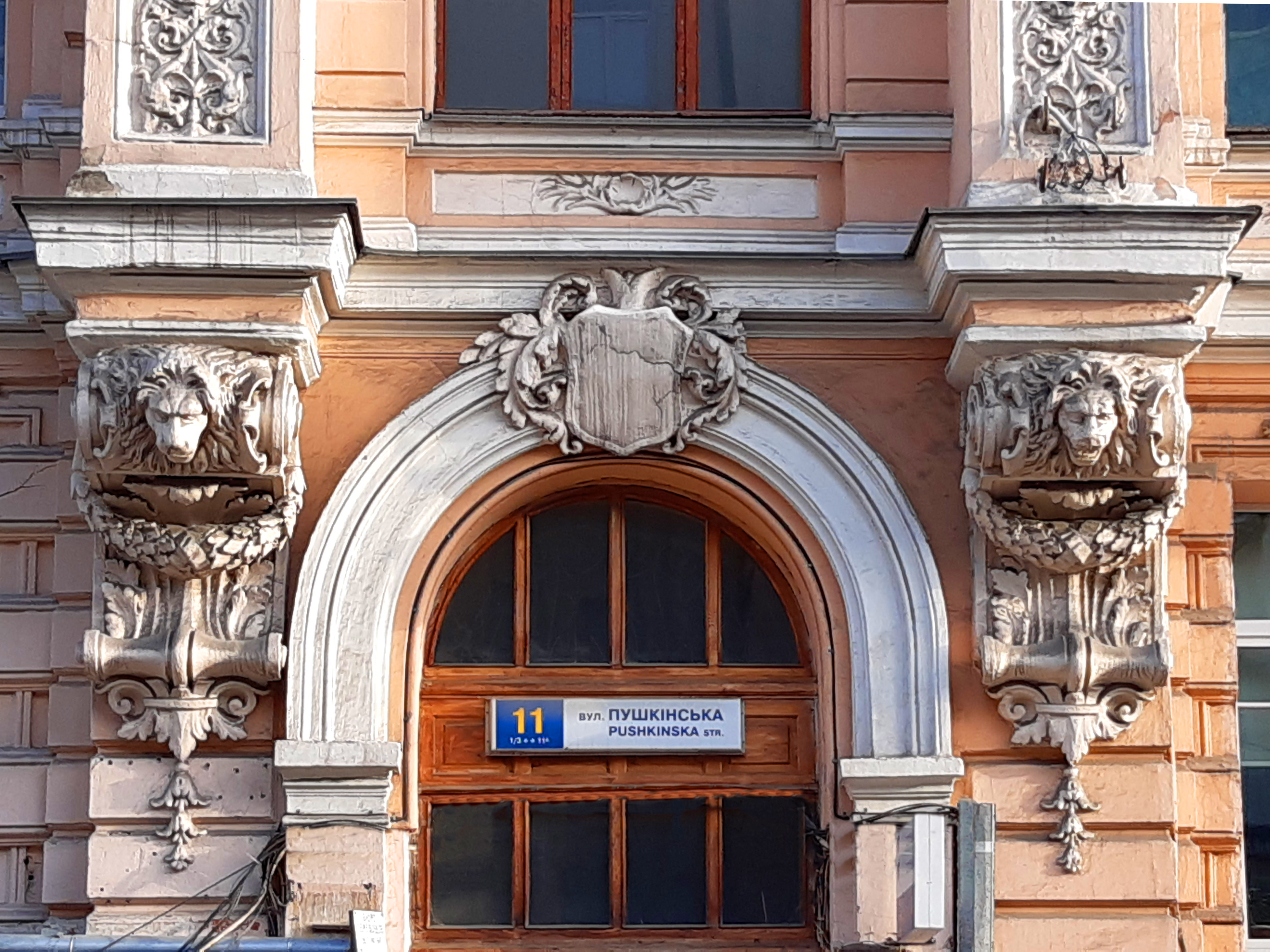
Портал, львиные маскароны и картуш с гербом
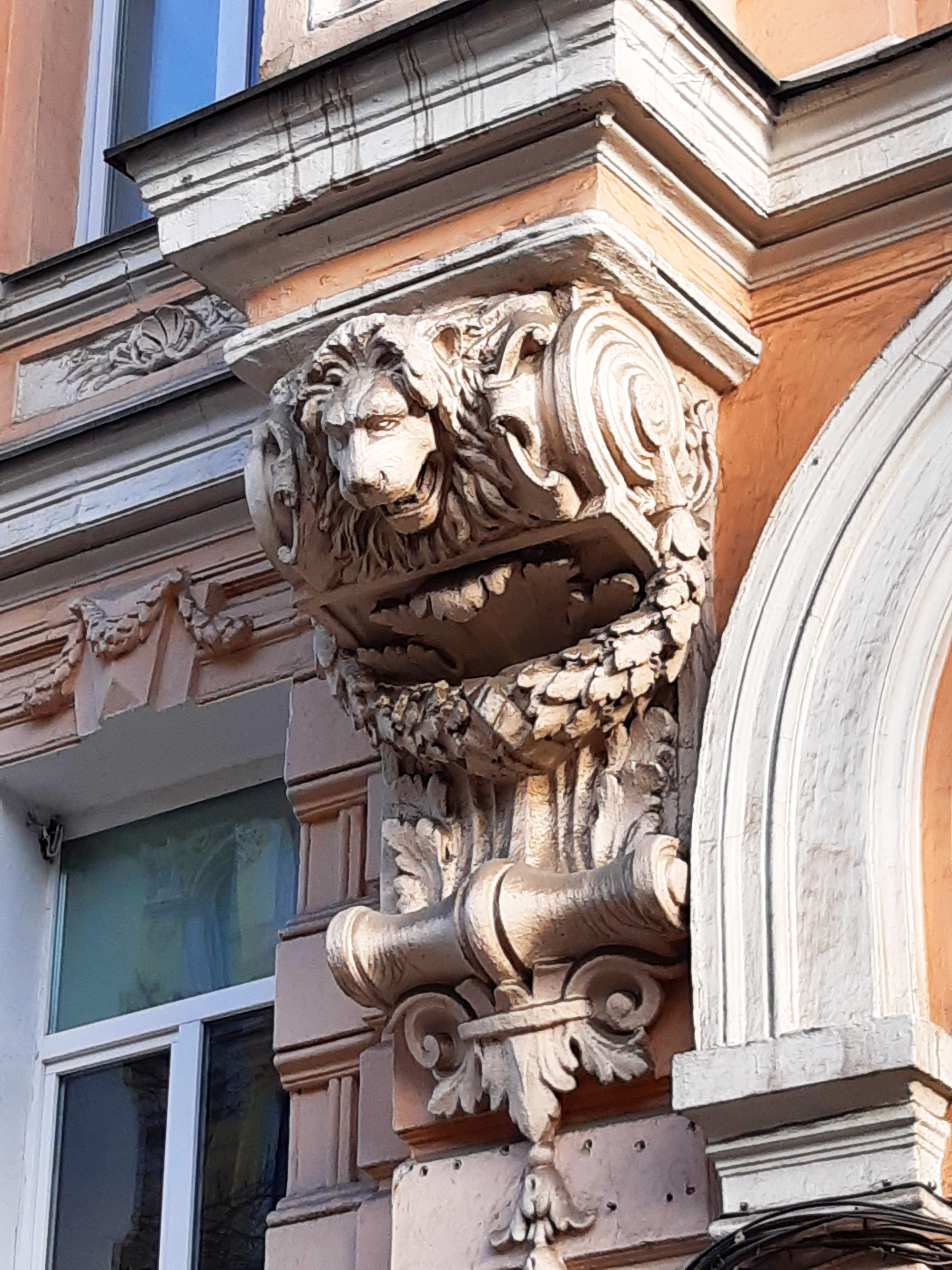
Кронштейн с львиным маскароном
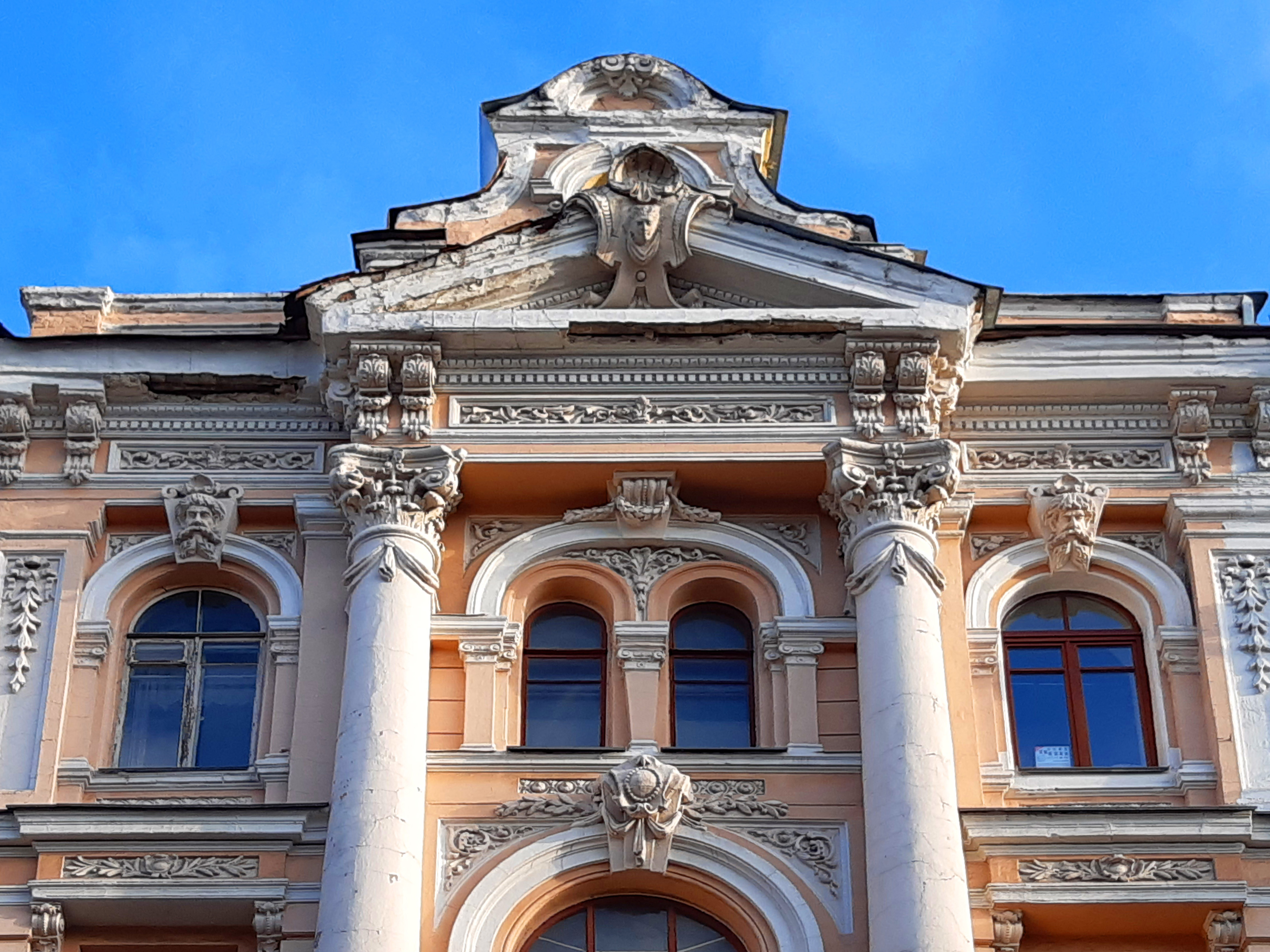
Треугольный фронтон с картушем и маскароном